# 埃娃·帕斯库伊
埃娃·帕斯库伊（德語：Eva Paskuy，1948年11月14日—），旧姓巴尔德韦格（Baldeweg），德国前女子手球运动员。她曾代表东德国家队参加1976年夏季奥林匹克运动会手球比赛，获得一枚银牌。